# Слесарный переулок
Слеса́рный переу́лок — небольшая улица в центре Москвы в Мещанском районе Центрального административного округа между Орлово-Давыдовским и Скрябинским переулками. В переулке находится Управление ГИБДД по Московской области.

## История
Назван в 1925 году по располагавшимся здесь слесарным мастерским. Первоначально Шипов переулок по фамилии землевладельца, затем — Ивановский, а в 1922—1925 годах — Пастухов переулок.

## Расположение
Слесарный переулок отходит слева от Орлово-Давыдовского переулка, проходит на север и заканчивается на Скрябинском переулке.

## Учреждения и организации
- Дом 1 — Управление ГИБДД по Московской области (УГИБДД МО);
- Дом 3 — Логистранс.